# Bilje

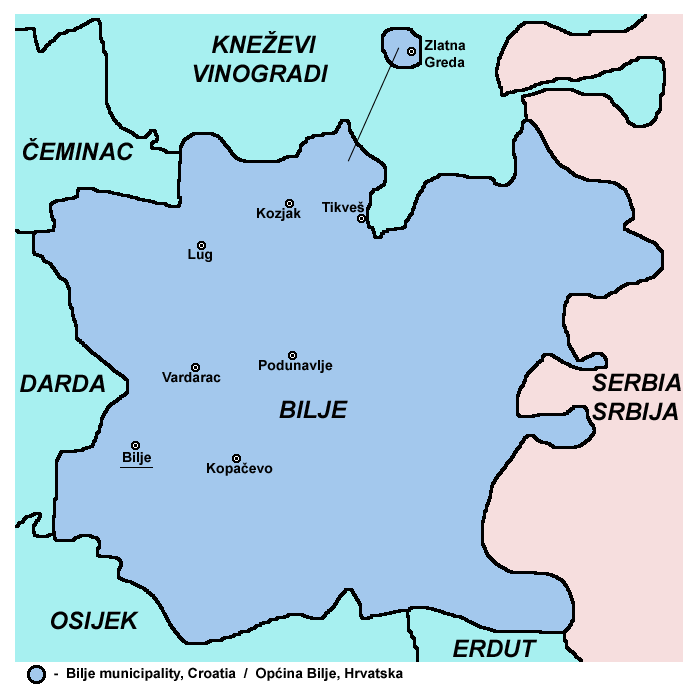

Bilje (en hongrois : Bellye) est un village et une municipalité située en Slavonie, dans le comitat d'Osijek-Baranja, dans le nord-est de la Croatie. Elle se trouve à 5 km au nord-est d'Osijek, en bordure du parc naturel de Kopački Rit.

## Nom
Son nom dérive du mot slave bilje (« herbe » en français). En allemand, le village est connu sous le nom de « Belje », et en hongrois sous le nom de « Bellye » et en serbe cyrillique sous le nom de Биље. La superficie occupée par la municipalité de Bilje est de 260,15 km².

## Géographie
La municipalité de Bilje comprend les localités et la population suivantes (recensement de 2011) :
- Bilje - 3 613
- Kopačevo - 559
- Kozjak - 69
- Lug - 764
- Podunavlje - 1
- Tikveš - 10
- Vardarac - 630
- Zlatna Greda - 5

## Démographie
La commune compte 5 642 habitants (recensement de 2011), incluant :
- 62,87 % Croates
- 29,62 % Hongrois
- 3,83 % Serbes
- 1,05 % Allemands
- 0,71 % Roms

## Histoire
À la fin du XIXe siècle et au début du XXe siècle, Bilje fait partie du comitat de Baranya au sein du royaume de Hongrie.

## Localités
La municipalité de Bilje compte ¸8 localités :
- Bilje
- Kopačevo
- Kozjak
- Lug
- Podunavlje
- Tikveš
- Vardarac
- Zlatna Greda